# Twicecoaster: Lane 2
Twicecoaster: Lane 2 (stylizowany na TWICEcoaster: LANE 2) – minialbum południowokoreańskiej grupy Twice, wydany 20 lutego 2017 roku JYP Entertainment i dystrybuowany przez Genie Music. Płytę promował singel „Knock Knock”.
Minialbum jest ponownym wydaniem TWICEcoaster: LANE 1, zawierał dodatkowo dwa nowe utwory, w tym „Knock Knock”. Sprzedał się w nakładzie 279 149 egzemplarzy w Korei Południowej (stan na września 2017 r.).

## Lista utworów
| Nr  | Tytuł                            | Słowa                                              | Kompozycja                                                    | Aranżacja                                               | Czas |
| --- | -------------------------------- | -------------------------------------------------- | ------------------------------------------------------------- | ------------------------------------------------------- | ---- |
| 1.  | "Knock Knock"                    | Sim Eun-jee, Min Lee "collapsedone", Mayu Wakisaka | Min Lee "collapsedone", Mayu Wakisaka                         | Min Lee "collapsedone"                                  | 3:15 |
| 2.  | "Ice Cream" (kor. 녹아요 Nogayo) | Kim Chang-rak, Han Kyung-soo                       | Kim Chang-rak, Han Kyung-soo, Choi Han-seol, Pink Hound       | Kim Chang-rak, Han Kyung-soo, Choi Han-seol, Pink Hound | 3:52 |
| 3.  | "TT"                             | Sam Lewis                                          | Black Eyed Pilseung                                           | Rado                                                    | 3:34 |
| 4.  | "1 to 10"                        | Chloe Noday                                        | Chloe Noday                                                   | Chloe Noday                                             | 2:56 |
| 5.  | "Ponytail"                       | Lee Sin-seong, ZigZag Note                         | ZigZag Note                                                   | ZigZag Note, Noh Eun-jong                               | 3:27 |
| 6.  | "Jelly Jelly"                    | Jowul                                              | east4A, Ashley Mounts, Kim Hee-deok                           | east4A                                                  | 3:32 |
| 7.  | "Pit-A-Pat"                      | Yorkie, Kang Ji-won                                | Kang Ji-won, Im Kwang-uk                                      | Im Kwang-uk, Kang Ji-won                                | 3:27 |
| 8.  | "Next Page"                      | Maeel                                              | Joe J. Lee "Kairos"                                           | Joe J. Lee "Kairos", Hobyn "K.O" Yi                     | 2:57 |
| 9.  | "One in a Million"               | mr.cho                                             | Sebastian Thott, Didrik Thott, Andreas Öberg, Danielle Senior | Sebastian Thott                                         | 2:55 |
| 10. | "TT (Tak Remix)" (CD Only)       |                                                    |                                                               |                                                         | 3:58 |
| 11. | "Like OOH-AHH" (Inst.) (CD Only) |                                                    |                                                               |                                                         | 3:35 |
| 12. | "Cheer Up" (Inst.) (CD Only)     |                                                    |                                                               |                                                         | 3:27 |
| 11. | "TT" (Inst.) (CD Only)           |                                                    |                                                               |                                                         | 3:33 |

## Notowania
| Lista                    | Pozycja |
| ------------------------ | ------- |
| Gaon Weekly Album Chart  | 1       |
| Gaon Monthly Album Chart | 2       |
| Billboard World Albums   | 4       |
| Five Music (Tajwan)      | 1       |